# Anne Gruner Schlumberger
Pour les articles homonymes, voir Schlumberger.
Anne Gruner Schlumberger, née le 30 juillet 1905 à Rodez et morte le 2 juillet 1993 à Paris 7e, s'est fait connaitre par ses nombreuses actions de mécénat en faveur de la lecture, l'art, la science, et la musique.

## Biographie

### Famille
Elle est la fille de Conrad Schlumberger (1878-1936) et de Louise Delpech. Conrad Schlumberger a créé avec son frère Marcel la Société de Prospection Électrique, devenue l’entreprise multinationale Schlumberger LTD.
Ses grands-parents sont l’industriel alsacien Paul Schlumberger (1846-1926), industriel du textile à Mulhouse, et Marguerite de Witt (1853-1924), directrice de la ligue internationale pour le vote des femmes, elle-même petite-fille du ministre Guizot (1787-1874).
D'abord mariée à Henri-Georges Doll, dont elle a eu trois filles, Anne Schlumberger épouse en 1967 Jean Gruner, neurologue (né en 1909).

### Réalisations
Anne Gruner Schlumberger a entrepris, entre 1960 et 1980, de rénover et aménager le domaine des Treilles, qui donnera par la suite son nom à la fondation. Elle entendait ainsi  « offrir un lieu de rencontres où créateurs et chercheurs se retrouvent » avec l’œuvre des générations précédentes de sa famille.
Anne Gruner Schlumberger a exprimé son soutien à l'art, aux lettres et aux sciences, à travers de nombreuses actions de mécénat encourageant la création sous toutes ses formes :
- Création de La Petite Bibliothèque ronde  de Clamart en octobre 1965[4], d'une bibliothèque de colonie de vacances à Quiberon, du centre d’études et de recherches littéraires Jean-Schlumberger, etc.
- Création en zone rurale d’une vingtaine de bibliothèques pour enfants en Grèce,
- Constitution et animation de la « Fondation Schlumberger pour l’Éducation et la Recherche »,
- Constitution et animation de la Fondation des Treilles,
- Création d’une  Académie Musicale à Villecroze dans le Var [5]…

Passionnée dans tout ce qu'elle a entrepris, Anne Schlumberger a su faire vibrer tout un ensemble d’activités culturelles et scientifiques.